# 藤山朝章
藤山 朝章（ふじやま ともあき、1894年（明治27年）2月10日 - 1973年（昭和48年）12月13日）は、大日本帝国陸軍軍人。最終階級は陸軍少将。功四級。

## 経歴
1894年（明治27年）に鹿児島県で生まれた。陸軍士官学校第27期卒業。1940年（昭和15年）3月9日に陸軍砲兵大佐進級と同時に山砲兵第36連隊長（北支那方面軍・第36師団）に着任し、百団大戦の反撃戦、中原会戦などに参加した。1941年（昭和16年）3月1日に西部軍砲兵隊司令部附となり、7月25日に第5砲兵司令部高級部員（関東軍・第20軍）に転じた。1942年（昭和17年）9月に陸軍野戦砲兵学校教導連隊長に就任し、1944年（昭和19年）8月に陸軍野戦砲兵学校附を経て、1945年（昭和20年）1月20日に支那派遣軍砲兵教育隊長に着任。
同年3月1日に陸軍少将に進級。5月1日に砲兵監部附を経て、7月25日に第4砲兵司令官（第2総軍・第16方面軍・第40軍）に就任し、鹿児島県川内で本土決戦に備える中で終戦を迎えた。終戦後は熊本師管区司令部附を経て、10月18日に鹿児島連隊区司令官に就任した。
1947年（昭和22年）11月28日、公職追放仮指定を受けた。